# Julio Hernán Rossi
Julio Hernán Rossi (ur. 22 lutego 1977) – argentyński piłkarz występujący na pozycji napastnika.

## Kariera piłkarska
Od 1995 do 2010 roku występował w River Plate, Avispa Fukuoka, FC Lugano, FC Basel, FC Nantes i Neuchâtel Xamax.